# Realgut
Realgut (Sachgut) ist in der Wirtschaftswissenschaft ein Wirtschaftsgut, das als Ergebnis des Produktionsprozesses auf dem Markt angeboten wird. Gegensatz ist das Nominalgut.

## Allgemeines
Knappe Güter werden als Wirtschaftsgüter bezeichnet und in zwei Gruppen unterteilt, und zwar in Realgüter und Nominalgüter. Die Interdependenz und Interaktion von beiden Güterarten zeigt sich beim Autokauf: das Realgut Auto wird mit dem Nominalgut Geld als Gegenleistung bezahlt. In einer Geldwirtschaft werden im Regelfall nicht Realgüter untereinander ausgetauscht (etwa die Arbeitsleistungen eines Arbeitnehmers gegen Produkte des Arbeitgebers), sondern Realgüter werden gegen das allgemeinste Wirtschaftsgut, das Nominalgut, getauscht. Ein Wirtschaftsgut liegt vor, wenn technische Eignung, Vorhandensein, Verfügbarkeit, Übertragbarkeit, relative Knappheit und ökonomische Eignung erfüllt sind. Seit der Güterklassifizierung von Erich Kosiol im Jahre 1966 sind Realgüter die „Objekte der produktiven Transformationsprozesse“. Realgüter sind Bestandteil der Realwirtschaft, die sich mit der Produktion, dem Vertrieb und dem Konsum von Gütern und Dienstleistungen befasst.

## Arten
Realgüter werden in materielle und immaterielle Realgüter unterteilt. Während materielle Realgüter (Sachgüter) gegenständliche Eigenschaften aufweisen (Immobilien und bewegliche Sachgüter), besitzen immaterielle Güter keine dingliche Substanz (Geld und Kapital). Materielle Realgüter werden weiter in Konsum- und Investitionsgüter unterteilt. Zu den immateriellen Realgütern gehören immaterielle Investitionen, Arbeitsleistungen und Dienstleistungen. Während Arbeitsleistungen als wesentlicher Teil des Produktionsfaktors Arbeit in die Produktion von Sachgütern eingehen, stellen Dienstleistungen das Ergebnis eines Produktionsprozesses dar.

## Mikroökonomie
Realgüter werden als materielle Güter von Sachleistungsunternehmen und als immaterielle Güter von Dienstleistungsunternehmen hergestellt. Dabei wird nach der Art der Leistung unterschieden:
| Sachleistungsunternehmen | Gewinnungsunternehmen, Aufbereitungsunternehmen, Energiewirtschaft, Veredelungsunternehmen, Verarbeitungsunternehmen, Handwerk |
| Dienstleistungsbetriebe  | Handelsbetriebe, Kreditinstitute, Verkehrsbetriebe, Versicherungsbetriebe, sonstige Dienstleistungsbetriebe                    |

Diese Betriebsformen können noch weiter untergliedert werden, so etwa der Handel in Groß- und Einzelhandel.

## Rechnungswesen
Im Rechnungswesen werden nur wirtschaftlich relevante Aktivitäten erfasst, die Realgüter- oder Nominalgüterbewegungen auslösen. Unternehmen wandeln Nominalgüter in Realgüter (Sachinvestitionen, immaterielle Investition) oder in Nominalgüter anderer Art (Finanzinvestition) um. In der Bilanz finden sich materielle Realgüter nach § 266 Abs. 2 HGB im Sachanlagevermögen unter Sachanlagen (etwa Grundstücke, grundstücksgleiche Rechte, Maschinen und Betriebs- und Geschäftsausstattung) und im Umlaufvermögen (etwa Roh-, Hilfs- und Betriebsstoffe, Halbfabrikate oder Fertigerzeugnisse). Immaterielle Realgüter erhalten eigene Bilanzpositionen unter dem Sammelbegriff „Immaterielle Vermögensgegenstände“.